# 傑森·艾塞克
傑森·艾塞克（英語：Jason Isaacs，1963年6月6日—），或譯傑森·艾薩克，是一位英國男演員及制片人，在美國影視作品中的登場演出也很活躍。
艾塞克因為在電影演員生涯中，演過的人物以反派居多而著稱。他最有名的飾演角色為《哈利波特》系列電影中的食死人魯休思·馬份（Lucius Malfoy）、《決戰時刻》裡面殘暴的英國陸軍上校威廉·塔文頓（Colonel William Tavington）、美國電視影集《龍爭虎鬥》裡的罪犯麥可·卡菲（Michael Caffee） 2009年電影燕尾服與明星成龍對戲頗精彩。
儘管大部分的參與作品是以電影和電視劇為主，但身為一名舞台演員，艾塞克同樣也演出過數部舞台劇，著名作包括在迪克蘭‧唐納倫執導的戲劇《天使在美國》第一部「千禧年降臨」（Millennium Approaches，1992年）和第二部「重建」（Perestroika，1993年）裡演出的路易·愛恩森（Louis Ironson）、及2007年在特拉法加工作室演出的50週年改編版。他也從2012年的3月到5月間，在美國國家廣播公司（NBC）的電視劇《異度覺醒》裡演出主角布里頓警探（Michael Britten）。

## 外部連結
- Jason Isaacs （页面存档备份，存于）的Twitter頁面

相關文章
- Jason Isaacs在互联网电影资料库（IMDb）上的資料（英文）. Retrieved 23 June 2008. [Includes unsourced "Personal Quotes".]
- . Yahoo! Movies UK & Ireland. uk.movies.yahoo.com. 2006  [2008-06-24]. （原始内容存档于2012年2月9日）.
- Marx, Rebecca Flint. . Moviefone.   [2008-06-23]. （原始内容存档于2008年12月18日）.

受訪內容
- . The London Paper. thelondonpaper.com.   [2008-06-27]. （原始内容存档于2008年12月7日）.  [Filmed on the set of Brotherhood; includes Isaacs' demonstration of a magic trick.]
- . BBC Radio 5 Live. 2008-04-16  [2008-08-17]. （原始内容存档于2019-11-29）.
- Lester, Paul. . The Jewish Chronicle (thejc.com). 2008-02-01  [2008-06-29]. （原始内容存档于2008年2月4日）.
- Mitovich, Matt Webb. . TV Guide (TVGuide.com). 2006-07-21  [2008-06-24]. （原始内容存档于2008-04-21）.

其他
- Hootie & the Blowfish. . Press Release (hootiegolf.com). 2005-12-19  [2008-07-01]. （原始内容存档于2006年4月27日）. ["Players: See Past Participants."]
- Pfefferman, Naomi. . The Jewish Journal of Greater Los Angeles (jewishjournal.com). 2000-06-30  [2008-06-29]. （原始内容存档于2009-04-03）.
- –.  . The Jewish News of Greater Phoenix (jewishaz.com). 2000-07-14  [2008-06-29]. （原始内容存档于2008年12月10日）.
- Rees, Jasper. . The Daily Telegraph, Review. 2007-01-27  [2012-03-18]. （原始内容存档于2008年12月7日）.